# Teretrius fabricii
Teretrius (Teretrius) fabricii – gatunek chrząszcza z rodziny gnilikowatych i podrodziny Abraeinae.

## Taksonomia
Gatunek opisany został w 1972 roku przez Sławomira Mazura.

## Opis
Ciało długości od 1,8 do 2,4 mm, ubarwione smolisto-czarno z zielonkawym połyskiem, a czułkami i odnóżami rdzawymi. Głowa o drobnym i gęstym punktowaniu i małej jamce pośrodku. Przedplecze kwadratowe w obrysie, opatrzone bruzdą boczną, niezbyt gęsto usiane podłużnymi punktami. Pokrywy dłuższe niż szerokie, za nasadą ze słabym poprzecznym wgłębieniem, bez bruzdek grzbietowych; o krawędziach bocznych i tylnych czerwonawo prześwitujących. Pokrywy rzadziej od przedplecza punktowane, a ich guzy barkowe i szew gładkie. Propigidium i pygidium punktowane gęsto. Golenie przednie z pięcioma, środkowe z czterema lub pięcioma, a tylne z dwoma ząbkami.

## Biologia i ekologia
Zamieszkuje w wierzbach, w chodnikach Ptilinus fuscus oraz na dębach, bukach i brzozach razem z Lyctus linearis. Rzadziej na drzewach iglastych. Roi się wspólnie z Ptilinus fuscus, a jego biologia jest słabo zbadana.

## Rozprzestrzenienie
W Europie wykazany został dotąd z Austrii, Białorusi, Belgii, Bośni i Hercegowiny, Bułgarii, Chorwacji, Czech, Danii, Finlandii, Francji, Holandii, byłej Jugosławii, Litwy, Luksemburgu, Łotwy, Macedonii Północnej, Niemiec, Polski, Rumunii, europejskiej Rosji, Sardynii, Słowacji, Słowenii, Sycylii, Szwecji, Szwajcarii, Ukrainy, Węgier, Wielkiej Brytanii i Włoch. Niepewne rekordy pochodzą z Grecji, Albanii, Luksemburga i Półwyspu Iberyjskiego. Ponadto występuje na Kaukazie.
W Polsce jedyny przedstawiciel rodzaju, występujący lokalnie na nizinach i obszarach pagórkowatych.